# Gruppo cosmonauti TsPK 1
Il Gruppo cosmonauti  TsPK 1 è il primo gruppo di cosmonauti selezionato il 7 marzo 1960 dal GCTC.

## Storia
Il gruppo è composto da venti cosmonauti, tutti aviatori delle forze aeree sovietiche (VVS, VPO, VMA). L'addestramento di base è iniziato a marzo 1960 e si è concluso ad aprile dell'anno successivo (tranne per Filat'ev, Rafikov, Zaikin che hanno completato l'addestramento a dicembre 1961 dopo un riesame, Kartašov e Varlamov che si sono ritirati prima della conclusione dell'addestramento e Bondarenko che è deceduto per un incendio in camera pressurizzata durante l'addestramento). Bondarenko è stata la prima vittima di un incidente nel programma spaziale sovietico. Gagarin è stato il primo uomo ad andare nello spazio il 12 aprile 1961 mentre Leonov è stato il primo uomo ad effettuare un'attività extraveicolare. Komarov è morto durante l'atterraggio della Sojuz 1.

## Cosmonauti
- Ivan Anikeev[1]
- Pavel Beljaev[2]

Voschod 2
- Valentin Bondarenko[3]
- Valerij Bykovskij[4]

Vostok 5
Sojuz 22
Sojuz 31/Sojuz 29
- Valentin Filat'ev[5]
- Jurij Gagarin[6]

Vostok 1
- Viktor Gorbatko[7]

Sojuz 7
Sojuz 24
Sojuz 37/Sojuz 36
- Anatolij Kartašov[8]
- Evgenij Chrunov[9]

Sojuz 5/Sojuz 4
- Vladimir Komarov[10]

Voschod 1
Sojuz 1
- Aleksej Leonov[11]

Voschod 2
Sojuz 19
- Grigorij Neljubov[12]
- Andrijan Nikolaev[13]

Vostok 3
Sojuz 9
- Pavel Popovič[14]

Vostok 4
Sojuz 14
- Mars Rafikov[15]
- Georgij Šonin[16]

Sojuz 6
- German Titov[17]

Vostok 2
- Valentin Varlamov[18]
- Boris Volynovv[19]

Sojuz 5
Sojuz 21
- Dmitrij Zaikin[20]